# 미나미큐슈
미나미큐슈(일본어: 南九州, 문화어: 미나미규슈)는 주로 규슈 남부의 미야자키현과 가고시마현의 2현이나 구마모토현의 남부를 포함한 지역을 가리킨다. 때로는 구마모토현과 오이타현, 오키나와현의 전역을 포함하기도 한다. 지리학에서는 규슈 산지의 남부, 혹은 오이타현 우스키시와 구마모토현 야쓰시로시까지를 미나미큐슈라고 정의한다. 규슈의 북쪽을 북부 규슈라고 하는 점에 대응해, 남부 규슈라고도 한다.

## 특징
미나미큐슈 지방은 20세기말까지 북부 규슈와의 육상교통이 크게 발달하지 않았고, 오히려 간토 지방이나 긴키 지방 등과의 해상 교통이 발달해 있었다. 게다가 에도 시대까지 지역의 대부분이 사쓰마번에 속한 지역으로, 지금까지도 문화나 관습, 방언 등에서 북부 규슈와 차이를 보인다. 또한 산간지역이나 도서지역이 많아, 북부 규슈로의 빠른 이동이 쉽지 않다. 그런 연유로 미나미큐슈는 지금도 북부 규슈과 비교해 어느정도의 독자성을 가지고 있으며, 규슈 신칸센 개통 이후 인구가 북부 규슈로 몰릴 것이 예상되었지만, 일단은 우려로 그쳤다.

## 자연환경
여름부터 가을까지 태풍의 내습이 많아, 태풍의 상륙지로 유명하다.
- 산: 사쿠라지마섬, 가이몬산
- 강: 센다이강, 오요도강, 구마강

## 같이 보기
- 호쿠부규슈
- 류큐 제도